# Paraethria angustpennis
Paraethria angustpennis är en fjärilsart som beskrevs av Rothschild 1911. Paraethria angustpennis ingår i släktet Paraethria och familjen björnspinnare. Inga underarter finns listade i Catalogue of Life.